# NK Straža Hum na Sutli
NK "Straža" je amaterski nogometni klub iz Huma na Sutli, Krapinsko-zagorskoj županiji.

## Povijest
Klub je osnovan 1946. godine pod imenom NK "Bratstvo" - Rogatec i djelovao je po okriljem Celjskog nogometnog saveza. Godine 1951. Klub mijenja ime u NK "Bratstvo-Straža", a 1971. godine kada pokroviteljstvo nad Klubom preuzima Tvornica stakla »Straža« iz Huma na Sutli, ime se mijenja u sadašnje NK "Straža".
U natjecateljskoj sezoni 1976./1977. Klub iz Celjskog prelazi u Varaždinski nogometni savez, a reorganizacijom natjecanja 1980. godine prelazi u 1. Zagorsku ligu.
Klub je od osnutka 1946. godine pa do osamostaljenja Republike Hrvatske bio domaćin na igralištu u Rogatecu, Republika Slovenija. Ostvarenjem suverenosti RH Klub ostaje bez svog igrališta u Sloveniji te kao domaćin, uz velika odricanja i entuzijazam igra na dislociranim igralištima u Kumrovcu i Desiniću. Tek 2009. godine Klub dobiva svoje novo igralište u Humu na Sutli. Na žalost bez čvrstih klupskih prostorija (u tu svrhu postavljene su kontejnerske svlačionice, tuševi i kancelarija) te bez pomoćnog igrališta za treninge.
Prva službena utakmica na novom igralištu odigrana je 19. rujna 2009. godine.
Ali već i time su se stekli minimalni uvjeti za početak kvalitetnijeg rada s mlađim uzrastima. Tako je sada rad u klubu organiziran u 7 dobnih uzrasta i to: zagići, limači, mlađi pioniri, pioniri, juniori, seniori i veterani. Klub se trenutno natječe u 1. ŽNL NS Krapinsko-zagorske županije. Ukupno je registrirano oko 150 igrača u dobi od 6 do 59 godina.

## Zanimljivosti
Domaća boja Kluba je plava, a gostujuća bijela.
Vjerni navijači Kluba nazivaju se Jurka boys.
Najveći sportski uspjeh Kluba je osvajanje Kupa NS KZŽ i ulazak u pretkolo Kupa HNS 2017. godine.

## Vanjske poveznice
- Facebook profil kluba